# 绍约希德韦格
绍约希德韦格，是匈牙利包尔绍德-奥包乌伊-曾普伦州所辖的一个村。总面积13.44平方公里，总人口1049，人口密度78.1人/平方公里（2011年1月1日）。